# 中国摩托车大奖赛
中国摩托车大奖赛（Chinese motorcycle Grand Prix）是一项在中华人民共和国上海市上海國際賽車場舉辦的摩托车赛事，該賽事於2005年至2008年間舉辦。該賽事也是世界摩托车锦标赛的一部分。
不過由于观众人数少、推广效果不佳以及缺乏收益，中国摩托车大奖赛从2009年起不再舉辦。 